# لیلهردال
لیلهردال (به سوئدی: Lillhärdal) یک منطقهٔ مسکونی در سوئد است که در بخش هریدالن واقع شده‌است. لیلهردال ۱٫۱۴ کیلومتر مربع مساحت و ۸۵۰ نفر جمعیت دارد.

## نگارخانه

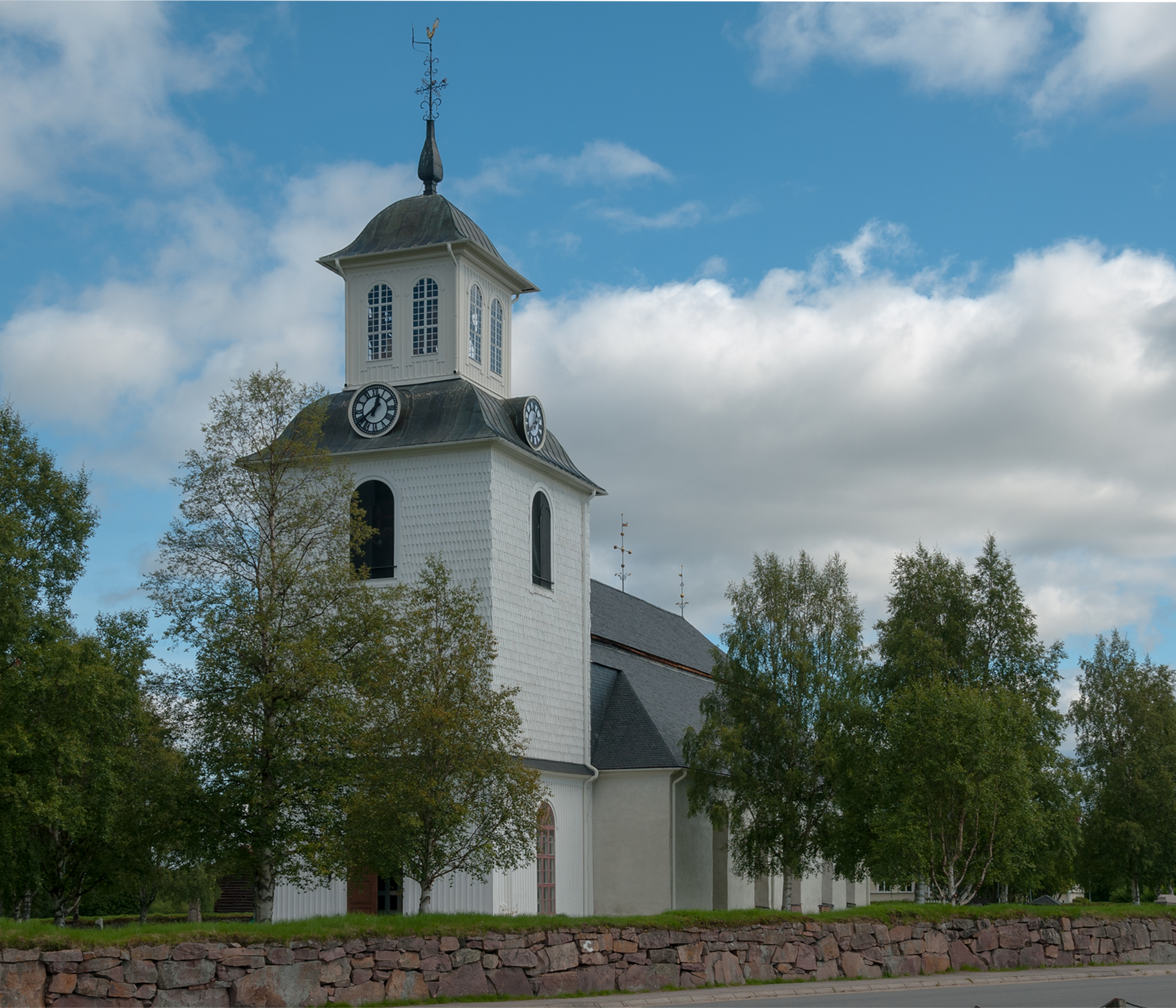
کلیسای لیلهردال